# Lamprozona castaneipes
Lamprozona castaneipes är en tvåvingeart som beskrevs av Jacques-Marie-Frangile Bigot 1878. Lamprozona castaneipes ingår i släktet Lamprozona och familjen rovflugor. Inga underarter finns listade i Catalogue of Life.